# Station audionumérique
Pour les articles homonymes, voir DAW.

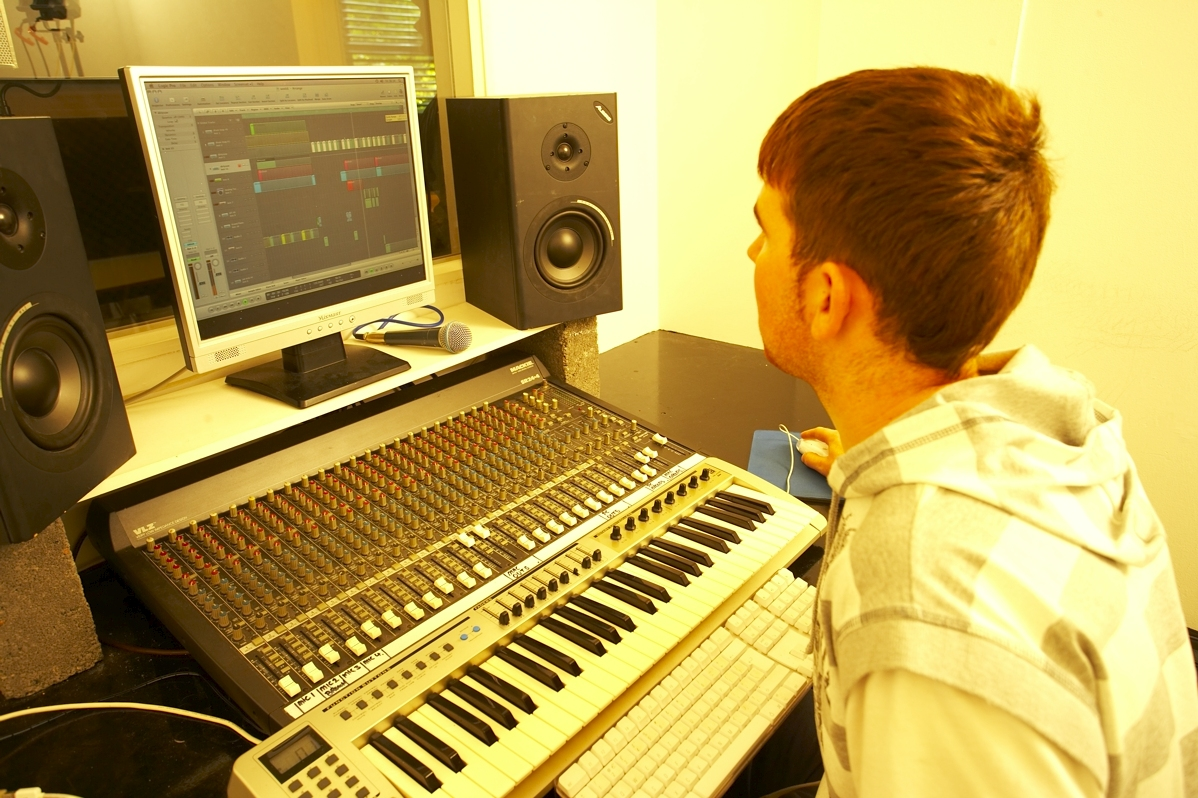
Station audionumérique : ordinateur, écran, enceintes, table de mixage, clavier MIDI.

Une station de travail audionumérique (acronyme STAN ou plus souvent DAW, de l'anglais Digital Audio Workstation) désigne une station de travail basée sur des composants optimisés pour l'enregistrement, le mixage et le traitement numérique du son. Elle est généralement centrée sur d'un ordinateur (avec un logiciel dédié), d'une carte son faisant office d'interface audio et peut être connectée à des microphones, des instruments de musique (qu'elle peut piloter), des claviers MIDI ou une surface de contrôle.
Les stations audionumériques sont conçues pour enregistrer, manipuler, créer et lire des contenus MIDI et audionumériques. Le concept a évolué avec l'importance prise par l'informatique distribuée au travers de protocoles standards de l'internet.
Avec l'évolution des ordinateurs et des réseaux, ces stations sont utilisées tant en musique que dans l'ingénierie du son et l'audiovisuel.

## Description
Une station audionumérique englobe une combinaison de :
- ordinateur(s), éventuellement doté d'une surface de contrôle dédiée ;
- logiciel(s) spécialisé(s) comme Cubase, Pro Tools, Ableton, Reaper... , avec des plugin audio et des instruments virtuels ;
- interface(s) audio (audio interface (en)) avec convertisseurs analogique-numérique (ADC) et numérique-analogique (DAC), connectées à des micros et des instruments de musique ;
- disque(s) dur(s) de grande capacité pour l'enregistrement sonore et le stockage des fichiers ;
- clavier(s) MIDI  ;
- Console de mixage (éventuellement) ;
- matériel audio hardware (éventuellement), souvent au format rack.

S'y adjoint un système d'écoute et de monitoring (enceintes ou casque)

## Historique

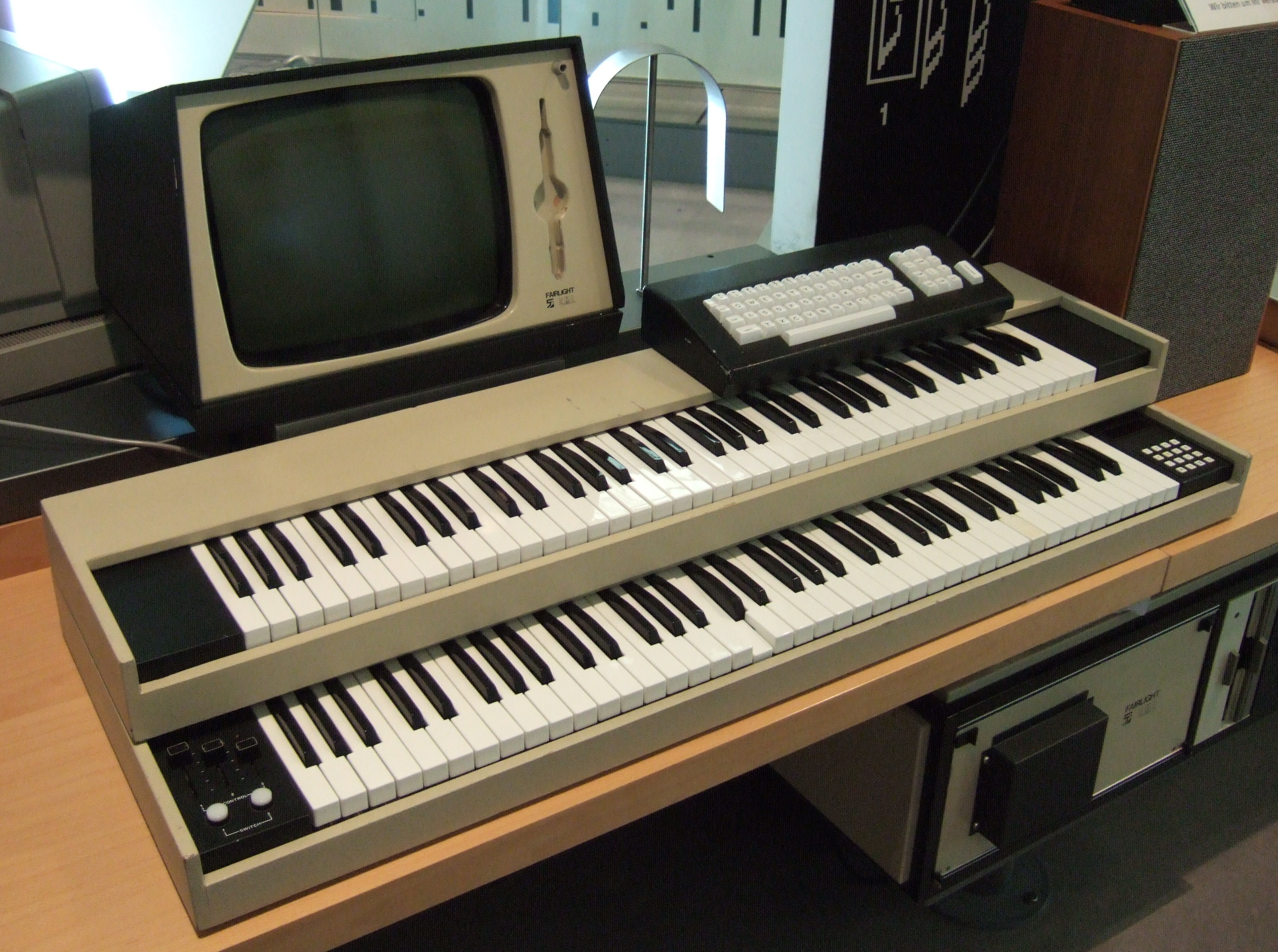
Fairlight.

Les systèmes musicaux numériques (sans bande magnétique) des années 1980 tels que le Synclavier ou le Fairlight CMI, qui étaient très coûteux (de l'ordre de 100 000 $), sont les précurseurs des stations numériques actuelles. Le terme « Digital audio workstation » a ensuite désigné les systèmes numériques conçus autour d'un ordinateur comme des studios d'enregistrement virtuels, tels que Pro Tools.
Ces appareils, à base de technologie numérique, ont bénéficié dans une certaine mesure de la loi de Moore. On trouvait, en 2016, des stations pour amateurs éclairés à des prix avoisinant les 1500 €, largement comparables en fonctionnalités sonores et musicalité avec du matériel vingt fois plus onéreux en 1995, et cela chez tout constructeur.[réf. nécessaire]

## Typologie

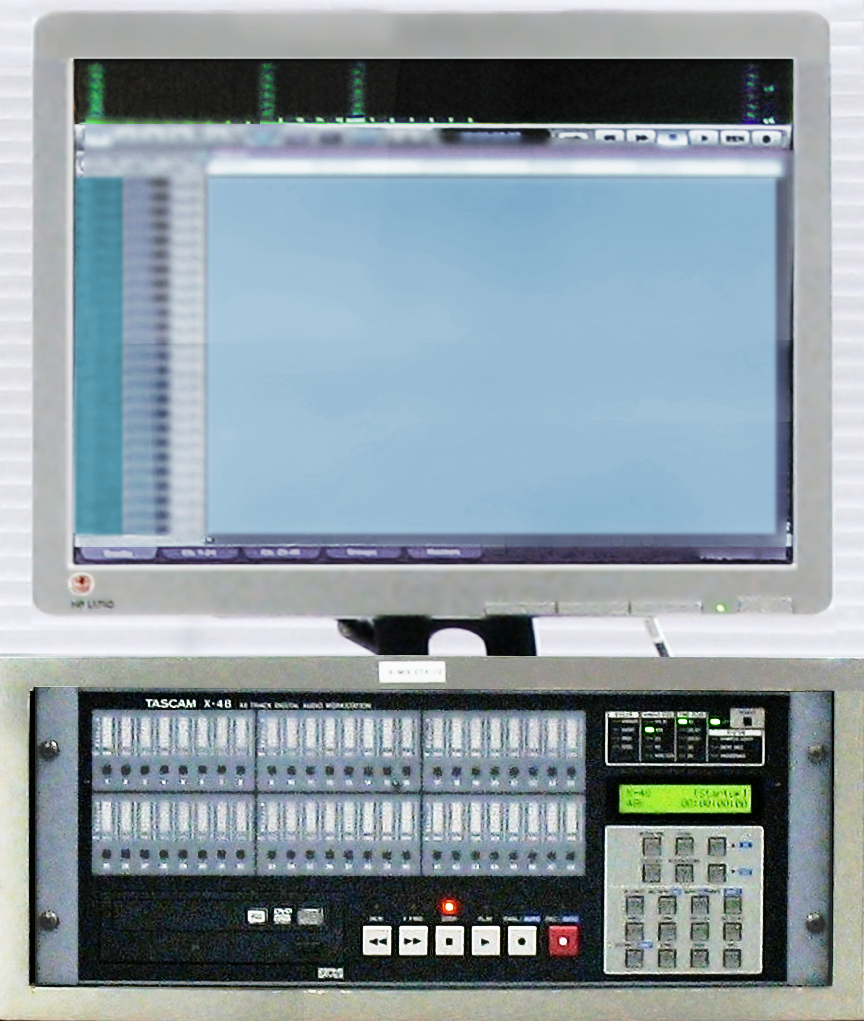
TASCAM X-48.

### Intégré
Consistant en une console de mixage, une surface de contrôle, des convertisseurs audio, des enregistreurs et disques durs de stockage des données et pour cette fonction d’enregistrement numérique, de plus en plus souvent (2011) de simples cartes mémoires rapides (SD, SDHC, voire SDXC). Le tout est inclus dans un seul dispositif, tel qu'on peut en rencontrer dans les studios d'enregistrement et de mixage.

### Autour d'un ordinateur
Les ordinateurs personnels sont devenus, au fil des ans, assez puissants pour exécuter l'ensemble des tâches (création, enregistrement, mixage).

## Fonctions
En y adjoignant un système de visionnage (écran ou vidéoprojecteur), la station permet alors de façonner tous les éléments sonores d'un film ou de toute autre production audiovisuelle.
Suivant le coût décroissant de la technologie numérique, ces outils informatiques ont progressivement été adoptés par tous les prestataires de l'audiovisuel. Les surfaces de contrôle se sont perfectionnées, jusqu'à ressembler (du moins par leur ergonomie) aux consoles jusque-là utilisées.
Une station audionumérique complète dispose de fonctions avancées et permet de manipuler les sons aussi bien que les données MIDI.
Une DAW permet l'enregistrement, l'édition, la production et le mixage de musique numérique. Il s'agit d'un outil essentiel pour la création musicale moderne qui est utilisé par des producteurs, des ingénieurs du son, des musiciens et des compositeurs du monde entier. Les DAW offrent une variété de fonctionnalités telles que l'enregistrement de pistes audio et MIDI, la création de boucles, la manipulation de clips, l'ajout d'effets, l'édition de sons, le mixage et le mastering. Les DAW ont également évolué pour inclure des fonctionnalités de production de musique assistée par ordinateur (MAO), telles que la composition assistée par ordinateur (CAO), le séquençage et la production de boucles musicales. Les DAW modernes peuvent également être utilisées pour la post-production sonore, notamment pour la production de bandes-son de films, de séries télévisées, de publicités, de jeux vidéo, etc.
Dans les années 2020, les DAW permettent aussi la collaboration à distance entre plusieurs utilisateurs en temps réel, en faisant appel à des techniques telles que le protocole ReWire ou des services en ligne tels que Splice ou Dropbox. Les formats de fichiers audio courants tels que WAV, AIFF, MP3, FLAC ou OGG, sont supportés par la plupart des stations audionumériques.
Les diverses stations audionumériques ont des capacités dépendant des orientations de leurs éditeurs. Certaines sont plus adaptées pour la création musicale alors que d'autres sont spécialisées dans la musique à l'image (cinéma). La plupart prévoient l'installation de plug-ins fournissant des effets audios ou des instruments virtuels (synthétiseurs, etc.) pilotables en MIDI.
Il est également possible de synchroniser plusieurs stations sur plusieurs ordinateurs afin d'en combiner la puissance. Historiquement et malgré son imprécision, le « Midi timecode » a été le premier protocole de synchronisation utilisé, supplanté par le timecode, complété par des systèmes propriétaires via des liaisons ethernet comme le Satellite link de Digidesign (Avid Audio (en) depuis 2011).
Les stations audionumériques de qualité professionnelle les plus populaires sont Pro Tools, Logic Pro, Cubase, Ableton Live, Studio One (en) et FL Studio. Elles sont notamment utilisées dans les studios d'enregistrement et de post-production du monde entier pour la création de musiques de films, de publicités, de jeux vidéo , etc.. Il existe également des logiciels audio-numériques gratuits tels que Audacity, GarageBand, Ardour ou LMMS, qui sont très prisés par les amateurs et les débutants en MAO et production musicale.